# Монастырщина (Воронежская область)
Монастырщина — село в Богучарском районе Воронежской области.
Административный центр и единственный населённый пункт Монастырщинского сельского поселения.

## География
Расположено на правом берегу реки Дон, в 33 км от Богучара.
Улицы
| - ул. Мира, - ул. Молодёжная, - ул. Набережная, - ул. Нагорная, | - ул. Новая, - ул. Первомайская, - ул. Садовая, - ул. Свободы, | - ул. Центральная, - ул. Чапаева, - ул. Школьная. |

## Население
| 1859  | 1897  | 2000  | 2005  | 2010  | 2012  | 2013  | 2014  | 2015  |
| ----- | ----- | ----- | ----- | ----- | ----- | ----- | ----- | ----- |
| 1392  | ↗2371 | ↘1260 | ↘1210 | ↘1156 | ↘1120 | ↘1111 | ↗1112 | ↘1109 |
| 2016  | 2017  | 2018  | 2019  | 2020  | 2021  |       |       |       |
| ↘1104 | ↗1116 | ↘1093 | ↘1087 | ↗1100 | ↗1182 |       |       |       |

## История
Станица Донецкая возникла в 1595 году. С 1696 года на месте станицы была основана пустынь Успения Пресвятой Богородицы. В 1841 году монастырь был переведен в другое место, на его месте осталось казенное село Донецкое (Монастырщенка). В 1929 году образовано два колхоза имени Кагановича и имени 1-го Мая.

## Интересные факты
Район Монастырщины на Среднем Дону периода Великой Отечественной войны упоминается в мемуарах Луитпольда Штейдле, немецкого полковника, командира полка 6-й армии Паулюса.